# Euphorbia florida
Euphorbia florida är en törelväxtart som beskrevs av Georg George Engelmann. Euphorbia florida ingår i släktet törlar, och familjen törelväxter. Inga underarter finns listade i Catalogue of Life.

## Bildgalleri

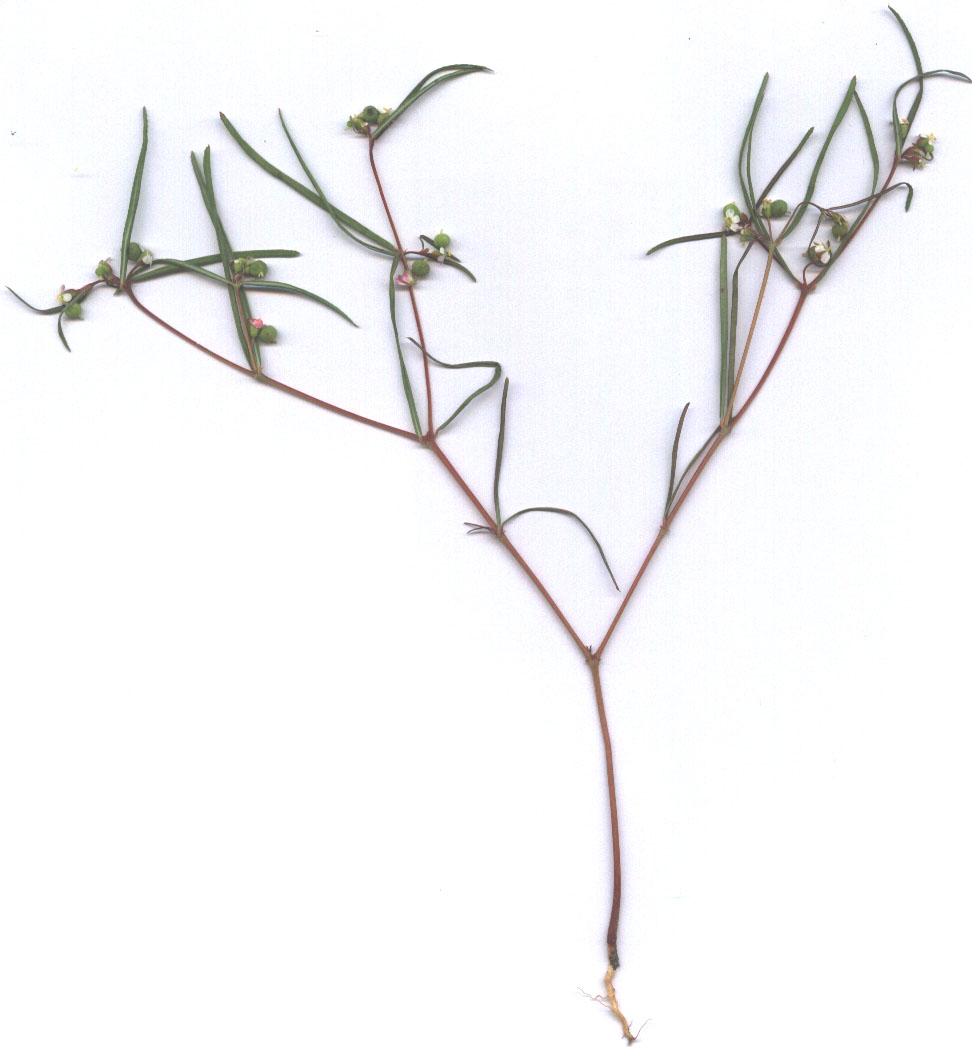